# Taushiro
El taushiro, també conegut com pinche o pinchi, és una possible llengua aïllada gairebé extingida de l'Amazònia peruana vora l'Equador. L'any 1975 es van registrar set parlants. Un reportatge mostrat en el 2014 per América Televisión va indicar l'existència d'una persona que parla aquesta llengua i finalment el 2017 Amadeo García (l'últim parlant), va ser entrevistat al New York Times el 2017 i el mateix any va ser condecorat pel Ministeri de Cultura en el dia de la llengua materna.
El primer glossari de Taushiro contenia 200 paraules i va ser recollit per Daniel Velie el 1971.

## Classificació
Seguint Tovar (1961), Loukotka (1968), i Tovar (1984), Kaufman (1994) assenyala que, tot i que el taushiro ha estat vinculat a les llengües zaparoanes, comparteix correspondències lèxiques més grans amb Candoshi-Shapra i especialment amb l'omurano. El 2007 va classificar taushiro i omurano (però no Kandoshi) com a llengües saparo-yawan.
Jolkesky (2016) també assenyala que hi ha semblances lèxiques amb tequiraca i leco.

## Alfabet
El taushiro compta amb un alfabet oficial fet pel Ministeri de Cultura del Perú i establert mitjançant Resolució Ministerial Núm. 110-2020-MINEDU, del 25 de febrer de 2020, amb 17 lletres i una apòstrof conformen l'alfabet tuashiro: a, ch, e, h, i, j, k, n, ñ, o, r, sh, t, o, w, i, '.

## Gramàtica
El Taushiro és una llengua que usa postposicions en lloc de preposicions, i a més usa l'ordre sintàctic verb-subjecte-objecte (VSO)

## Amadeo García García
El juny de 2015, l'únic parlant nadiu que quedava, Amadeo García García, residia a "Intuto al riu Tigre a la regió peruana nord-est de Loreto". Zachary O'Hagan va fer treballs de camp específics amb ell sobre temes com etnohistòria, genealogia, pràctiques socioculturals, lèxic i gramàtica.
Des del desembre de 2017, lingüistes governamentals del Ministeri de Cultura, en col·laboració amb Amadeo, han creat una base de dades de 1.500 paraules taushiro, 27 històries i tres cançons.